# Shahnaz Bukhari
Shahnaz Bukhari (o Bokhari) és una psicòloga clínica pakistanesa i activista dels drets de les dones. És fundadora i directora de l'organització no governamental Associació de Dones Progressistes (PWA), que documenta i s'oposa a la violència contra la dona.

## Educació i treball
Té un Màster de Ciències de la Universitat del Punjab a Lahore. Després de la seva graduació, va treballar com a consellera familiar a l'Aràbia Saudita durant set anys. En tornar a Pakistan el 1984, Bukhari va observar que no hi havia serveis per a les víctimes de la violència i va decidir omplir el buit. Va fundar l'any següent l'Associació de Dones Progressistes (PWA), una organització per ajudar a dones víctimes de violència social i domèstica. El 1994 la PWA també va començar a portar casos de víctimes d'àcids i cremades. She also edits and publishes the magazine Women's World.
El mateix any, la PWA va pressionar amb èxit a la primera ministra Benazir Bhutto per establir comissaries policials femenines. El 1999, Bukhari va convertir la seva casa familiar a Rawalpindi en AASSRA, la primera casa de refugi de Pakistan per a dones maltractades amb fills. Bukhari i l'Associació de Dones Progressistes han descobert més de 5.675 morts víctimes de cremades com a part dels 16.000 casos que han documentat de violència contra les dones. De 1994 a 2008, la PWA va documentar 7.800 casos d'atacs amb àcid a l'àrea d'Islamabad.
En 2001 Bukhari va ser arrestada per "incitar a un intent de cometre adulteri" després d'albergar una dona d'un marit abusador a l'AASSRA. Va ser absolta dels càrrecs dos anys més tard. Segons Bukhari, ella i la seva família també han rebut nombroses amenaces, i han estat sotmesos a incursions freqüents de la policia.

## Vida personal
És mare soltera de dos fills i dues filles, la més gran serveix com la seva assistent principal. El seu ex marit viu als Estats Units.

## Premis i reconeixements
Bukhari va guanyar el Premi al Coratge Civil de l'estatunidenca Train Foundation en 2003, premiada per "una ferma resistència al mal amb gran risc personal en comptes de valor militar." Un any més tard, Women's eNews la va considerar una dels "21 líders del segle XXI".